# شهرستان کلمبیا (جورجیا)
شهرستان کلمبیا، جورجیا (به انگلیسی: Columbia County, Georgia) یک سکونتگاه مسکونی در ایالات متحده آمریکا است که در جورجیا واقع شده‌است.